# Iglesia de Santa Ana (Fregenal de la Sierra)
La iglesia de Santa Ana se encuentra en uno de los barrios más populares de la ciudad de Fregenal de la Sierra (Badajoz). Rodeada de grandes casas solariegas y antiguos palacios, acoge en su interior una importante muestra de la riqueza local, cuyo máximo exponente es el retablo mayor, sobresaliente obra del renacimiento bajo extremeño. El edificio ha sufrido continuas reformas a lo largo de la historia. Desde su construcción primitiva en el siglo XVI hasta las ampliaciones hechas cuatro siglos después.

## Exterior
De la fachada de la iglesia destaca la torre del campanario, de planta cuadrangular, así como tres gárgolas que se encuentran próximas a ella.

## Interior
El edificio tiene planta de cruz latina, está rematada con un ábside poligonal de tres cuerpos, cubierto con una bóveda de crucería. El resto de la nave, dividida en seis tramos, se remata con bóveda de cañón con lunetos.

### Retablo Mayor
Surgido dentro de un período de una intensa actividad artística durante el siglo XVI, los estudios más recientes lo atribuyen al entallador Antonio de Auñón, que lo labró en la década de 1570. Los mismos estudios apuntan al mecenazgo artístico de un grupo de orígenes judeoconversos en Fregenal de la Sierra, cuyo sector más dinámico, enriquecido por la actividad artesanal y comercial basada en sectores destacados como el del cuero, inicia un proceso de ascenso social para incorporarse a los grupos locales de poder. El retablo mayor de la Iglesia de Santa Ana está considerado por numerosos autores como una de las obras más brillantes de la baja Extremadura en este tiempo.
Formalmente, está diseñado en forma de tríptico y su composición está basada en una estructura de tres calles y tres cuerpos, además del ático y el banco. Su decoración y composición es plateresca aunque se ha prescindido de la pintura. La práctica totalidad de las escenas están desarrolladas en altorrelieve, a excepción del banco, donde encontramos bajorrelieves, y las entrecalles y el ático, con esculturas exentas. El material utilizado para el desarrollo de la obra es la madera policromada. 
Iconográficamente en el retablo están representadas escenas cuya temática combina historias de la vida de María y pasajes de la de Cristo. En el banco encontramos bajorrelieves de las siete virtudes, los Doctores, Confesores, Mártires y algunos Santos. Encima del banco, aparecen dos escenas relacionadas con la Virgen María y que aparecen en los Evangelios apócrifos. La primera, en la calle izquierda, representa el encuentro entre San Joaquín y Santa Ana, y la segunda, en la calle derecha, la Natividad de la Virgen. En la calle central del cuerpo inferior aparece la imagen titular del templo, Santa Ana con la Virgen Niña, en una hornacina que muy posiblemente ocupaba un antiguo relieve hoy desaparecido. 
En los otros dos cuerpos y en el ático aparecen escenas del Nuevo Testamento. En la calle izquierda encontramos, de abajo arriba, la Entrada Triunfal de Jesús en Jerusalén y la Caída del Señor, y en la calle derecha el Ecce Homo y la Ascensión. En la calle central la Asunción de la Virgen y la Resurrección. En el ático, la venida del Espíritu Santo en Pentecostés, apareciendo como figura central la Virgen María. Sobre esta escena aparecen las figuras de bulto redondo de Cristo crucificado flanqueado por María y San Juan, el Buen Ladrón y el Mal Ladrón. 
En las entrecalles, aparecen una serie de imágenes exentas de los apóstoles y evangelistas como San Juan Bautista, San Pedro, San Pablo, San Andrés, San Lucas, San Juan, San Mateo, San Marcos, Santiago, San Bartolomé, San Esteban y San Lorenzo. 

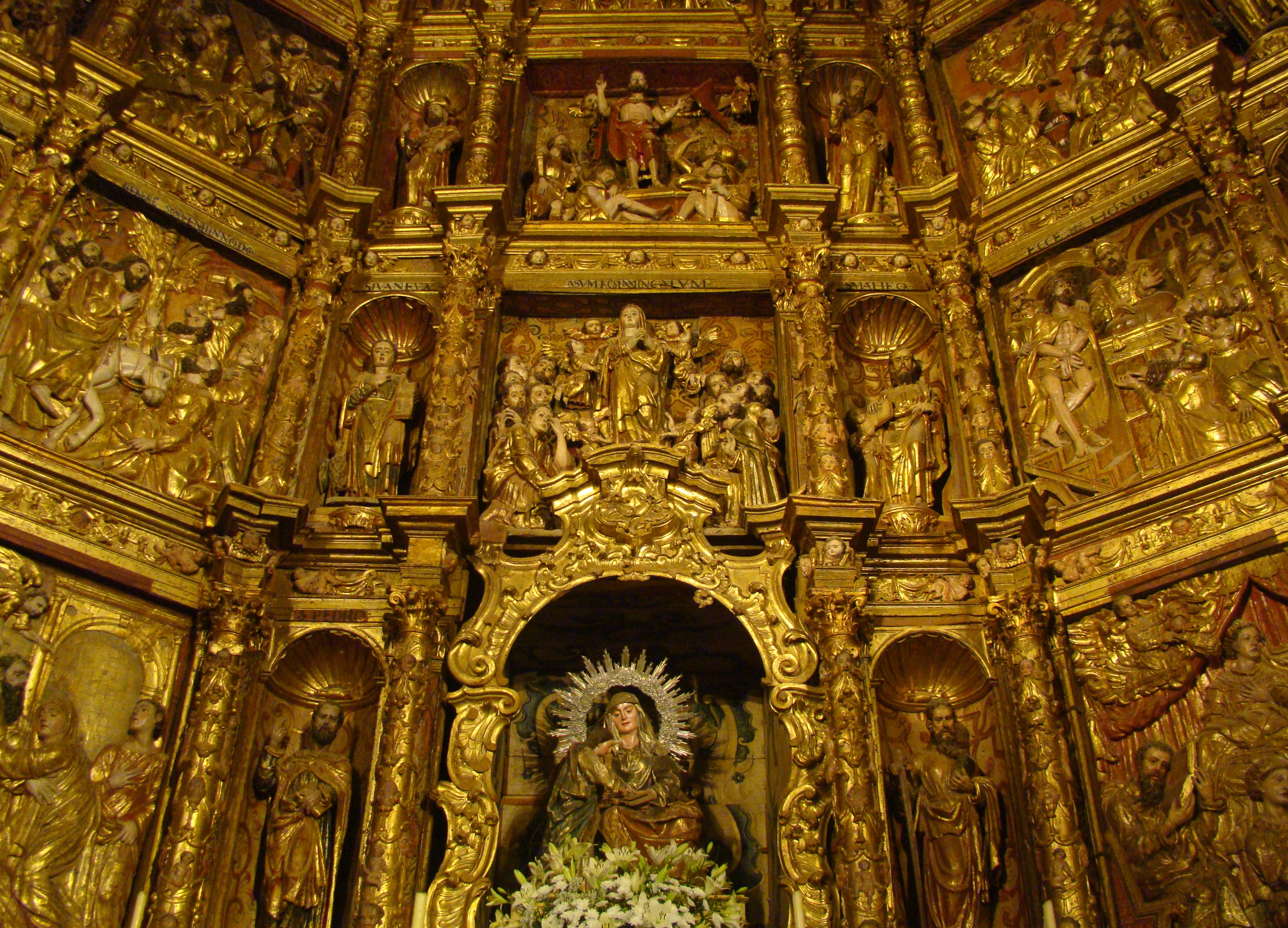
Retablo de Santa Ana visto desde abajo.
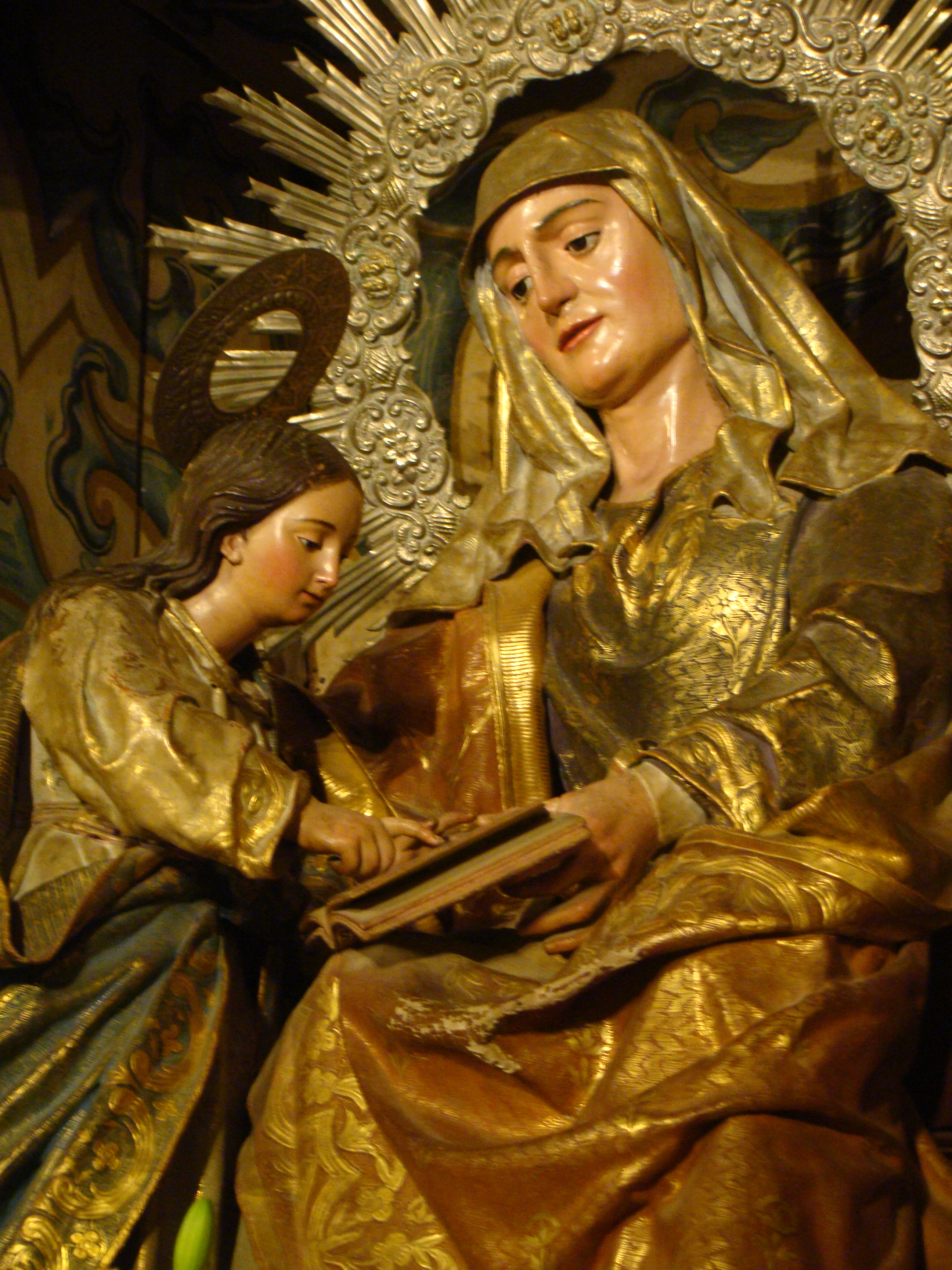
Imagen de Santa Ana
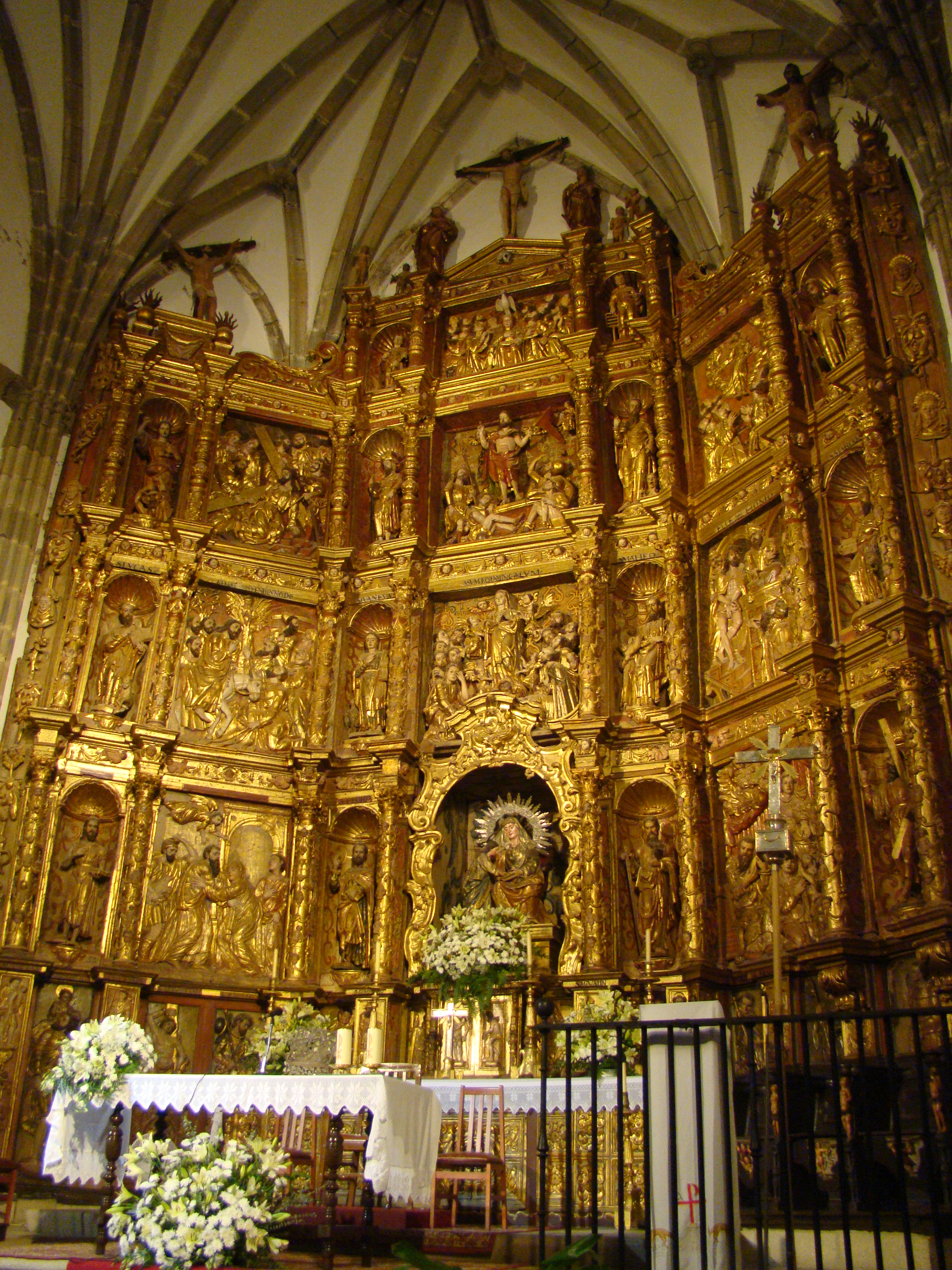
Retablo de Santa Ana visto desde el lateral.

### Retablos menores

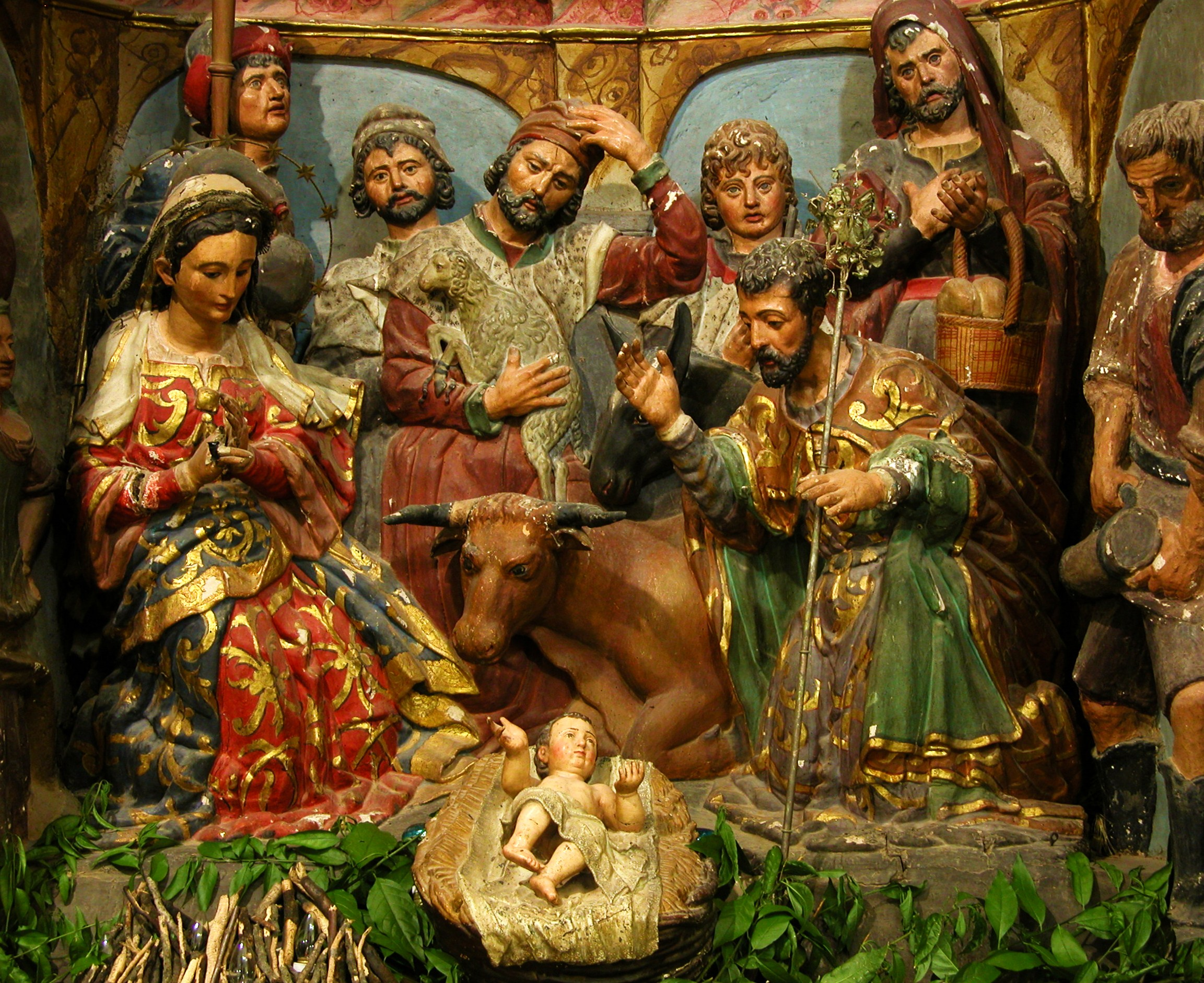
Retablo del Nacimiento

Seis retablos menores se reparten por toda la iglesia, en los que se veneran a la Virgen del Socorro, Sagrado Corazón, Virgen del Carmen, San Antonio, Nacimiento y Ánimas. Pueden datarse, a excepción del Nacimiento, en el último tercio del siglo XVIII.
De notable riqueza artística, el retablo del Nacimiento está formado por un conjunto de figuras talladas en madera policromada con colores vivos. Se fecha en el siglo XVII y probablemente procede del Convento de la Compañía de Jesús de la misma localidad. Las figuras están dispuestas realizando un relieve pictórico, sobresaliendo cada vez menos en función de la posición que ocupa con respecto a la imagen central, el Niño Jesús.
El autor desarrolla uno de los pasajes del Nuevo Testamento, la escena de la adoración de los pastores en torno al Niño. Junto a él están la Virgen María a la izquierda y San José a la derecha, ambos de rodillas. La mula y el buey están postradas junto al pesebre. Detrás de esta escena aparecen cinco pastores, portando regalos para el recién nacido (una cesta con pan, una oveja, una gaita). El gaitero que encontramos tras la Virgen María hace pensar a los expertos que el autor del retablo era originario del norte peninsular.

### Capilla del Sagrario

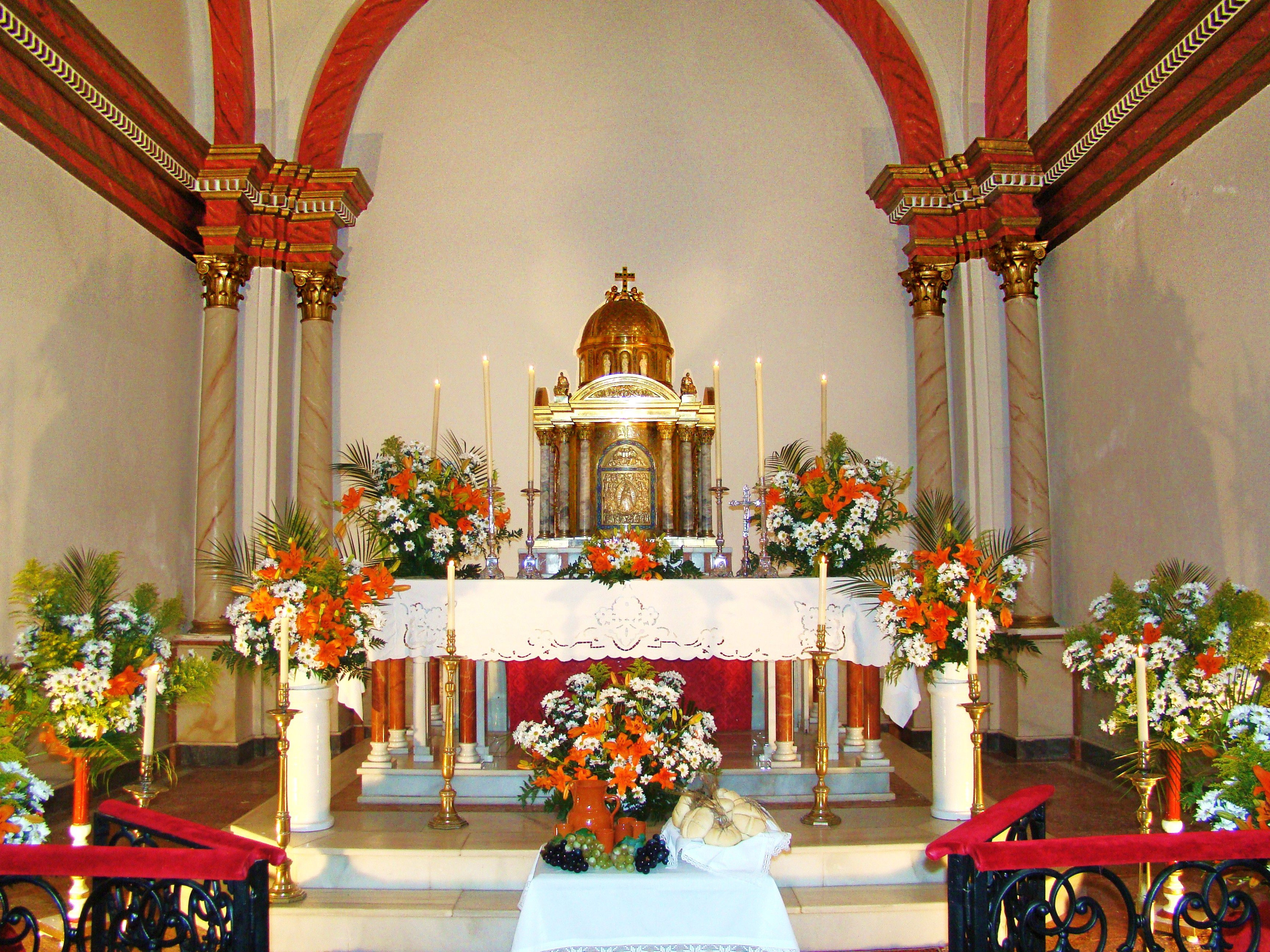
Capilla del Sagrario, adornada especialmente para la celebración del Jueves Santo

De marcado estilo renacentista, la capilla dispone de una cúpula que estuvo decorada con pinturas al fresco de temas eucarísticos. El sagrario, de unos ciento cincuenta kilos de plata, ha sido atribuido a los talleres ARPE de Madrid, sin duda por un error de transcripción. En realidad, es obra de la empresa Talleres de Arte, fundada por Félix Granda, que en la actualidad sigue existiendo bajo el nombre de Talleres de Arte Granda; se conserva en el Archivo de la Fundación Félix Granda (AFXG) documentación que así lo acredita. Fue costeado por la población, está fabricado en plata de ley repujada y dorada en oro fino y enriquecido con esmaltes, perlas y piedras preciosa. 
Se compone de dos cuerpos. El primero o cuerpo inferior lleva un juego de doce columnas de mármol y plata dorada y está rematado con un Evangelista en plata en cada esquina.
El segundo cuerpo o cuerpo superior está formado por una segunda cúpula adornada por doce hornacinas, tres en cada lateral, con doce Apóstoles
La custodia, que remata todo el conjunto, es de tipo sol y fue costeada por don Román García Blanes en 1956. En esta capilla también se encuentra la imagen del Cristo yacente, obra fechada entre el siglo XVI-XVII, y que según el antiguo cronista de la ciudad, era habitual crucificarlo en el llano de Santa Ana durante la celebración de la Semana Santa. Coincidiendo con la celebración de la Semana Santa frexnense, concretamente, con la conmemoración de la Última Cena de Jesucristo el Jueves Santo, la capilla es adornada especialmente.

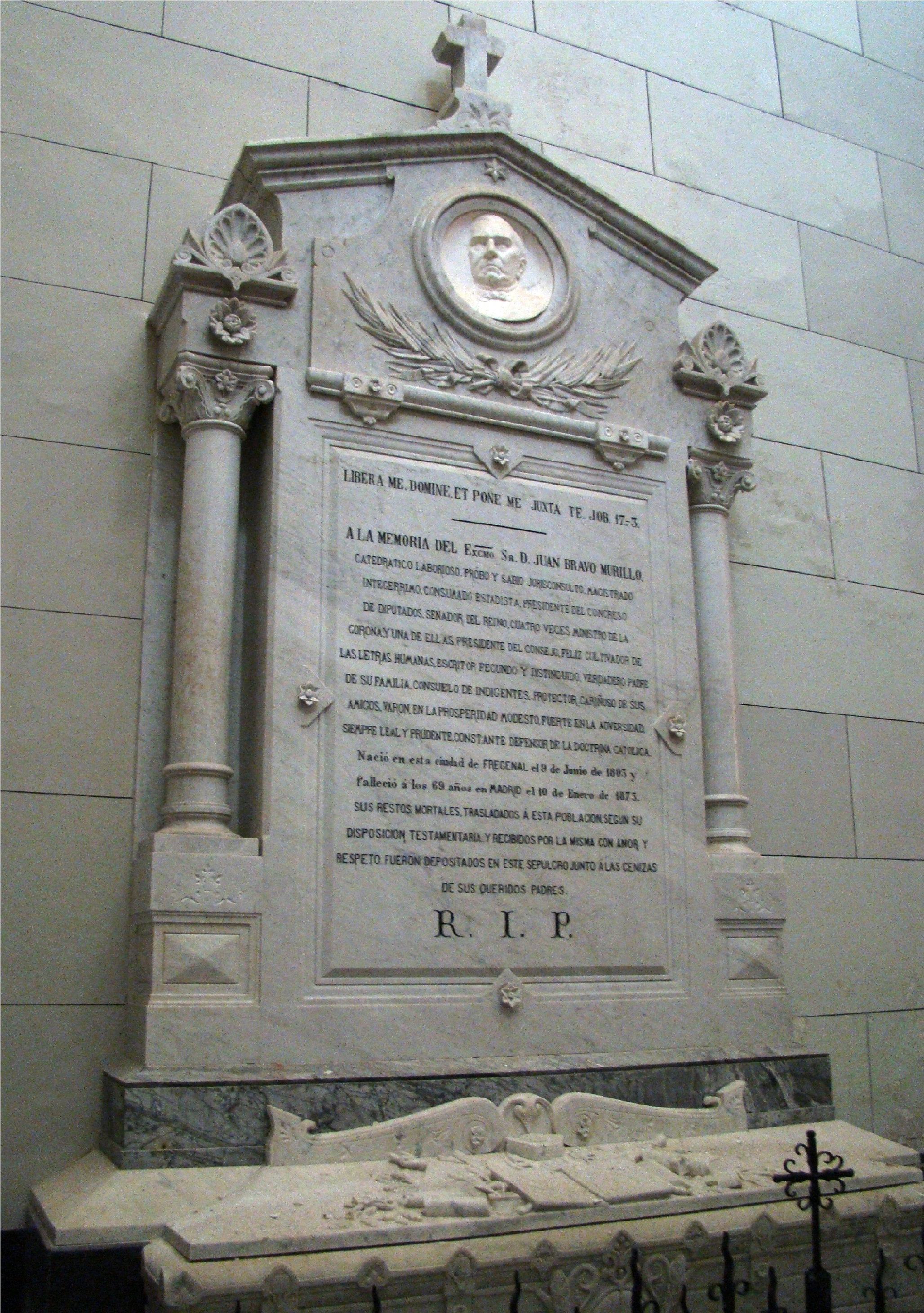
Mausoleo de Juan Bravo Murillo

### Capilla de Bravo Murillo
La capilla, que responde al estilo Neoclásico, fue el lugar elegido para enterrar al ilustre político Juan Bravo Murillo, nacido en Fregenal de la Sierra el 9 de junio de 1803. El honorífico frexnense permanece enterrado en esta capilla junto a las cenizas de sus padres desde 1873, año de su muerte.

### Otras muestras artísticas
Obras de interés son también, el púlpito, plataforma desde la que se predicaba la misa, que es de fábrica gótica, realizado en granito y decorado con motivos vegetales.
Así como dos bancos situados a uno y otro lado de la puerta de entrada de la sacristía y coro. Están fechados en 1730 y tienen talladas en los respaldos dos cruces llamadas de camino o calvario. 
En la sacristía de la iglesia también se encuentra una modesta colección bibliográfica donada por Juan Bravo Murillo y que contiene libros en su mayor parte de Derecho Civil Canónico, Textos de Hacienda, Filosofía, Teología e Historia. En el orden pictórico, destaca el lienzo atribuido a Ignacio Estrada en el que se representa a la Virgen llevando de la mano a San Joaquín.